# Жоржі Мартінш
Жоржі Мартінш (порт. Jorge Martins, нар. 12 серпня 1954, Альюш-Ведруш) — португальський футболіст, що грав на позиції воротаря.
Виступав, зокрема, за клуби «Белененсеш», «Бенфіка» та «Віторія» (Сетубал).
Чемпіон Португалії. Дворазовий володар Кубка Португалії, володар Суперкубка Португалії. 

## Ігрова кар'єра
У дорослому футболі дебютував 1970 року виступами за команду клубу «Баррейренсі», в якій провів сім сезонів. 
Згодом з 1977 по 1980 рік грав у складі команд клубів «Віторія» (Сетубал) та «Баррейренсі».
Своєю грою за останню команду привернув увагу представників тренерського штабу клубу «Бенфіка», до складу якого приєднався 1980 року. Відіграв за лісабонський клуб наступні два сезони своєї ігрової кар'єри, використовуючись як запасний воротар, був резервистом Мануела Бенту. Утім за цей час виборов титул чемпіона Португалії, став володарем Кубка і Суперкубка країни.
Протягом 1982—1985 років захищав кольори клубів «Фаренсе» і «Віторія» (Сетубал). 1985 року став гравцем  «Белененсеша», в якому провів чотири сезони як основний голкіпер, допоміг команді здобути Кубка Португалії 1989 року.
1989 року повернувся до клубу «Віторія» (Сетубал), за який відіграв 3 сезони. Більшість часу, проведеного у складі «Віторії», знову був основним голкіпером команди. Завершив професійну кар'єру футболіста виступами за сетубальську команду у 1992 році.

## Кар'єра у збірній
У середині 1980-х викликався до лав національної збірної Португалії, проте в офіційних іграх за неї так й не дебютував, оскільки був зазвичай третьою опцією тренерів збірної для воротарської позиції після Мануела Бенту з «Бенфіки» та голкіпера лісабонського «Спортінга» Вітора Дамаша.
У статусі резервного воротаря був учасником відразу двох великих турнірів — чемпіонату Європи 1984 та чемпіонату світу 1986 року.

## Титули і досягнення
- Чемпіон Португалії (1):

«Бенфіка»: 1980-1981
- Володар Кубка Португалії (1):

«Бенфіка»: 1980-1981, 1988-1989
- Володар Суперкубка Португалії (1):

«Бенфіка»: 1980